# Rebilus crediton
Rebilus crediton är en spindelart som beskrevs av Norman I. Platnick 2002. Rebilus crediton ingår i släktet Rebilus och familjen Trochanteriidae.
Artens utbredningsområde är Queensland. Inga underarter finns listade i Catalogue of Life.